# Dalmaji
Dalmaji (달맞이) är en rit som hålls under högtiden Daeboreum (대보름) i Korea.
För Dalmaji samlas byborna utomhus för att se månskenet som enligt folklore kan studeras för att förutse det kommande årets jordbruk. Folk tror exempelvis att om ljuset är skarpt kommer året vara rikligt och om ljuset är dunkelt kommer det vara en regnig säsong. Efter man förutspått odlingen leker man en lek som heter Jwibulnori (쥐불놀이).
Namnet "Dalmaji" (달맞이) betyder "välkomnande av månen" och kommer från två ord. "Dal" (달) betyder "måne" medan "Maji" (맞이) betyder "välkomna" och kommer från verbet "Majihada" (맞이하다) som betyder "att välkomna".